# 페루의 대통령

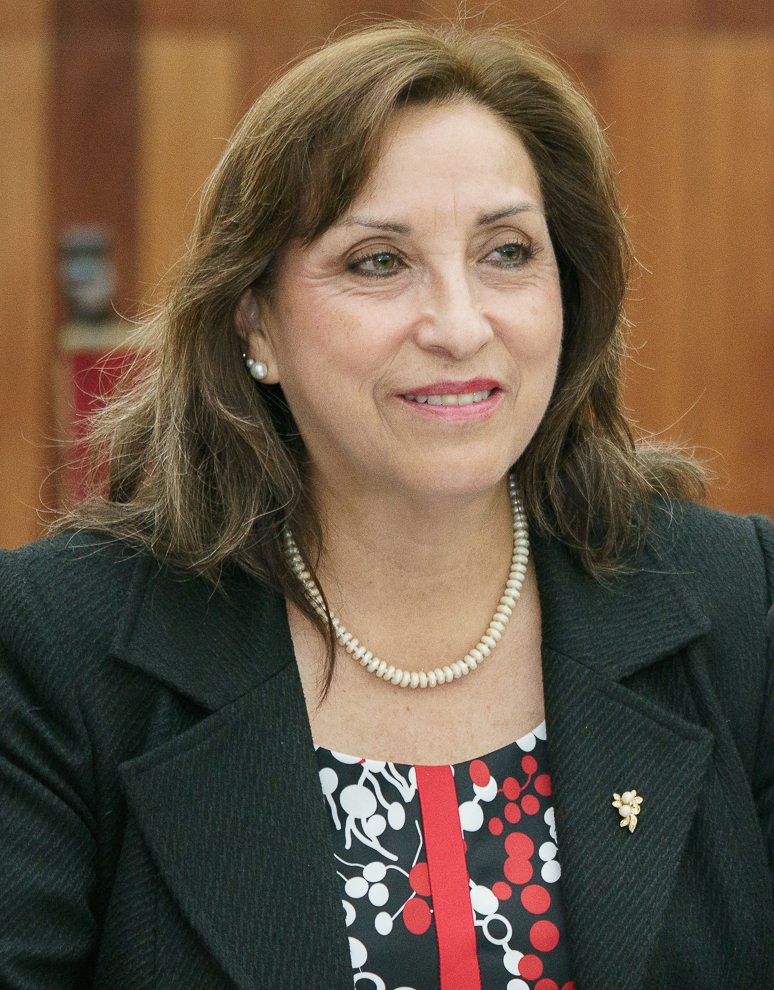
디나 볼루아르테 대통령(2022년 12월 7일 취임)

페루의 대통령은 페루의 국가 원수이자 정부 수반이다. 대통령은 페루의 국군과 경찰의 최고 수장이다. 대통령의 직책은 페루에서 가장 높은 행정관에 해당하며, 대통령은 페루에서 가장 높은 공직자가 된다. 1993년 페루 헌법에서 탄핵 문구로 폭넓게 해석된 탓에 페루 의회는 이유 없이 대통령을 탄핵할 수 있어 사실상 행정부를 입법부 산하에 두고 있다.
대통령은 1993년 헌법을 시행하여 정부의 전반적인 정책을 지휘하고, 공화국 의회 및 각료회의와 협력하여 개혁을 시행하며, 행정가로 선출된다. 행정부는 리마의 역사적인 중심에 위치한 페루 대통령궁에 위치해 있다. 이 건물은 프란시스코 피사로와 페루의 식민지 시절 페루의 국가 원수들이 사용하고 점유해왔다.
페루의 전 대통령은 페드로 카스티요로, 2021년 7월 28일 프란시스코 사가스티의 뒤를 이었다. 그는 2021년 페루 대통령 선거에서 당선되었다.
2022년 12월 7일 탄핵안이 가결되여 불명예 퇴진되었다.